# Krankenhaus der Heiligen Familie (Bethlehem)
Das Krankenhaus der Heiligen Familie (englisch: Holy Family Hospital) ist ein nichtstaatliches Krankenhaus in Bethlehem. Es zählt zu einer der ältesten Krankenhäuser im historischen Palästina. Es wurde 1895 eingeweiht und war über nahezu ein Jahrhundert hinweg ein zentrales medizinisches Versorgungszentrum für die Bevölkerung. 
Aufgrund politischer und sozialer Herausforderungen schloss es vorübergehend, eröffnete jedoch 1990 eine geburtshilfliche Klinik, die bis heute aktiv ist. Dieses Krankenhaus spielte eine entscheidende Rolle in der medizinischen Versorgung der Region und ist ein bedeutendes historisches Erbe Palästinas.

## Geschichte
1882 erwarben die Vinzentinerinnen ein Großes Grundstück in Bethlehem, wo der Grundstein für ein 80 – Betten Krankenhaus gesetzt wurde. Der osmanische Sultan Abdul-Hamid II genehmigte 1892 Bau und Betrieb des Krankenhauses durch die Schwesterngemeinschaft. In der Folgezeit gewährten die osmanischen Behörden Steuerfreiheit im Rahmen der mit der französischen Regierung getroffenen Vereinbarungen von Mytilini und Konstantinopel. Im Jahre 1895 wurde das Krankenhaus zur Heiligen Familie eingeweiht. Für beinahe 100 Jahre war es dann für die Bevölkerung von Bethlehem ein vielbeschäftigtes Allgemeinkrankenhaus das den Menschen in Bethlehem fast ein Jahrhundert lang medizinische, chirurgische und Entbindungseinrichtungen bot.
Aufgrund politischer und sozialer Faktoren im Zusammenhang mit dem arabisch-israelischen Konflikt musste das Krankenhaus im Jahr 1985 schließen. Im selben Jahr beschloss der Malteserorden als Reaktion auf die Krise, einen Flügel als Entbindungsstation mit 28 Betten wieder zu eröffnen. Die Renovierung und Ausstattung erfolgte mit Unterstützung der Europäischen Union. Am 26. Februar 1990 wurde das erste Baby in der neuen Einrichtung geboren. Das Krankenhaus erlebte mehrere Erweiterungen, um der wachsenden Nachfrage gerecht zu werden. Ein Anbau mit zwei zusätzlichen Kreißsälen, einem zweiten Operationssaal, neun zusätzlichen Betten und einer Neugeborenenstation wurde errichtet, wobei die Europäische Union die Finanzierung unterstützte. Die mobile Klinik, die 2001 von der US-amerikanischen O'Neil-Stiftung gespendet wurde, ermöglichte es, abgelegene Gebiete medizinisch zu versorgen.

## Klinik
Das Krankenhaus wird seit 1990 vom Malteserorden betrieben. Die oberhalb der Geburtskirche in Bethlehem liegende Klinik bietet eine medizinische Versorgung für die Bevölkerung, vor allem aber ist sie mit ca. 3.500 jährlichen Geburten die größte gynäkologische und geburtshilfliche Klinik der Region und steht Schwangeren jeder Nationalität und Konfession offen. Mit einer mobilen Einheit wird zudem in den Wüstendörfern des Westjordanlandes eine medizinische Betreuung für Schwangere sichergestellt. Die Kapazität des Krankenhauses wurde auf 63 Betten erweitert, und ein neues Stockwerk mit Kreißsaal sowie einer größeren Neugeborenen-Intensivstation wurde eingeweiht. Es wurde eine Diabetes-Klinik für Schwangere eröffnet, die kostenlose Versorgung bietet. Zudem wurde mit einer Spende der belgischen Regierung eine neue Kinder- und Neugeborenenstation eingerichtet.
Seit 2016 besteht eine Kooperationsvereinbarung mit dem Kinderkrankenhaus „Bambino Gesù“ des Heiligen Stuhls in Rom.

## Mobile Klinik in Bethlehem
Im Westjordanland hat die zunehmende Zahl von Kontrollpunkten und illegalen Siedlungen das Leben der Palästinenser, insbesondere schwangeren Frauen, erheblich erschwert. Viele Frauen können aufgrund der Blockaden nicht rechtzeitig medizinische Versorgung erreichen. Angesichts dieser Herausforderungen wurde eine mobile Klinik ins Leben gerufen, um den Frauen vor Ort zu helfen. Die Klinik, die mit einem Generator betrieben wird, ermöglicht medizinische Untersuchungen, einschließlich Ultraschall, und versorgt die Frauen direkt in Gebieten, die schwer zu erreichen sind. Die mobile Klinik bietet nicht nur Schwangerschaftsbetreuung, sondern auch Notfallversorgung für Neugeborene.